# Gamiz-Fika
Gamiz-Fika är en kommun i Spanien. Den ligger i Biscayaprovinsen i den autonoma regionen Baskien i norra delen av landet, 300 km norr om huvudstaden Madrid. Antalet invånare är 1 381 (2024). Arean är 15,30 kvadratkilometer. Gamiz-Fika gränsar till Mungia, Meñaka, Fruiz, Morga, Larrabetzu, Lezama och Zamudio. 